# Harry Mulisch

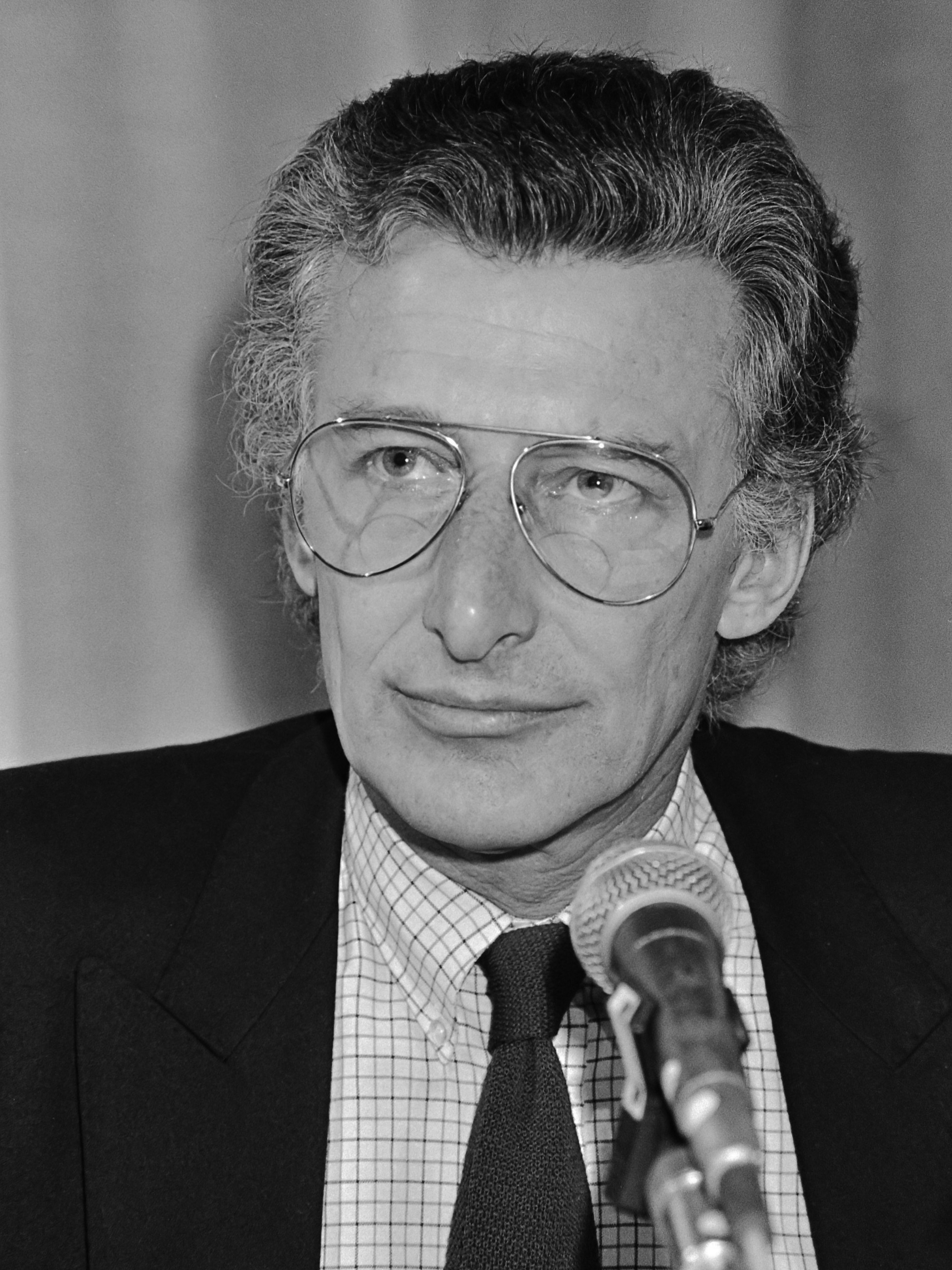
Harry Mulisch (1981)

Harry Kurt Victor Mulisch (* 29. Juli 1927 in Haarlem; † 30. Oktober 2010 in Amsterdam) war ein niederländischer Schriftsteller. Beachtung fand er vor allem durch seine Romane Das Attentat (1982) und Die Entdeckung des Himmels (1992).

## Leben
Harry Mulisch war der Sohn von Karl Viktor Kurt Mulisch, einem ehemaligen österreichischen Offizier, und Alice Schwarz, einer Jüdin aus einer Frankfurter Bankiersfamilie. Sein Vater war während der Zeit der deutschen Besetzung der Niederlande (1940–45) Personaldirektor von Lippmann, Rosenthal & Co. Sarphatistraat, einer Bank, deren Aufgabe die Arisierung jüdischen Eigentums war. Für diese Tätigkeit musste der Vater nach dem Krieg drei Jahre in ein Internierungslager, er verstarb 1957 an den Folgen des Aufenthalts in diesem Internierungslager für Kollaborateure. Allerdings hatte der Vater durch seine leitende Position seine jüdische Ex-Gattin und den Sohn vor den Nationalsozialisten und der Deportation schützen können, während Mulischs Großmutter und Urgroßmutter mütterlicherseits im KZ Sobibor ermordet wurden. 1936 ließen sich seine Eltern scheiden; Harry Mulisch wohnte bei seiner Mutter und wurde großenteils durch die Hausangestellte Frieda Falk erzogen. Nach dem Umzug der Mutter nach Amsterdam lebte er bei seinem Vater in Haarlem. Mulisch wuchs zweisprachig (deutsch und niederländisch) auf. Die Mutter emigrierte 1951 in die USA.
Diese Bindung Mulischs zwischen Verfolgung wegen seiner jüdischen Herkunft einerseits (über die Mutter) und der Kollaboration mit den nationalsozialistischen deutschen Besatzern andererseits (über den Vater) prägte ganz erheblich sein schriftstellerisches Werk. Mulisch behauptete von sich aufgrund dieser Verbindung, er sei der Zweite Weltkrieg (“Ik ben de Tweede wereldoorlog”).
Mulisch besuchte von 1933 bis 1939 die Grundschule in Leiden und wechselte anschließend auf das Christliche Lyceum in Haarlem, das er im Mai 1945 ohne Abschluss verließ. Seine erste Kurzgeschichte De Kamer wurde am 8. Februar 1947 in der Wochenzeitschrift Elseviers Weekblad veröffentlicht.
Neben der Arbeit als Schriftsteller war Mulisch von 1958 bis 1962 als Redakteur für die Zeitschrift Podium tätig und arbeitete für die Zeitschriften Randstad (1961–1969) und De Gids (1965–1990). Ab 1962 war er Vorstandsmitglied des einflussreichen Literaturverlags De Bezige Bij.
Mulisch war 1961 Berichterstatter beim Eichmann-Prozess in Israel. Daraus entstand seine Reportage Strafsache 40/61, die 1963 mit dem Ferdinand-Bordewijk-Preis ausgezeichnet wurde. Seit 1962 war er mit Hannah Arendt befreundet, die ebenfalls Prozessbeobachterin war und das Werk Eichmann in Jerusalem verfasst hat.
In den 1960er und 1970er Jahren engagierte sich Mulisch öffentlich gegen den Kalten Krieg und den Vietnamkrieg und war zeitweise Anhänger der niederländischen Provo-Bewegung. Ab Anfang der 1980er Jahre beteiligte er sich an der niederländischen Friedensbewegung.
Weltweite Beachtung fanden seine Romane Das Attentat (1982) und Die Entdeckung des Himmels (1992). Im ersteren Roman geht es um die Folgen der Ermordung eines mit dem NS-Regime kollaborierenden niederländischen Polizisten; im Roman Die Entdeckung des Himmels wird das Verhältnis von Wissenschaft und Religion auf mystische Weise behandelt.
In der niederländischen Nachkriegsliteratur war oft von den „großen Drei“ die Rede – gemeint sind Willem Frederik Hermans, Gerard Reve und Harry Mulisch. Nach dem Tod Hermans’ und der fortschreitenden Demenzerkrankung Reves nannte sich Mulisch manchmal scherzhaft den „großen Einen“ (“de grote Eén”).
Harry Mulisch zog nach dem Tod seines Vaters 1958 nach Amsterdam. 1971 heiratete er die 21 Jahre jüngere Künstlerin Sjoerdje Woudenberg, mit der er zwei Töchter (* 1971 und * 1974) bekam. Seit 1989 lebte er mit seiner Freundin Kitty Saal zusammen, mit der er einen Sohn (* 1992) bekam.

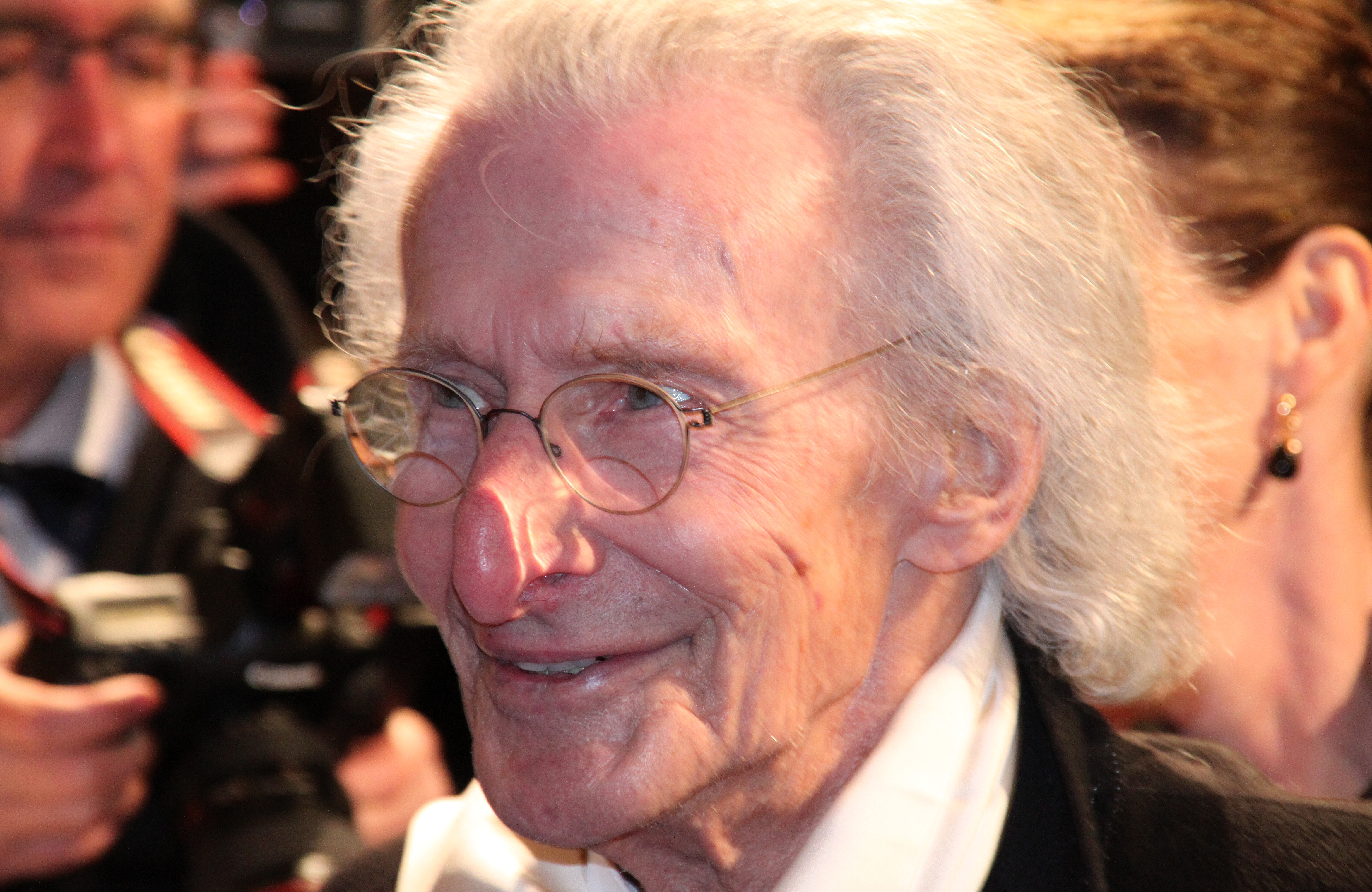
Harry Mulisch (2010)

Im Jahr 2002 wurde ihm vom Deutschen Botschafter in Amsterdam, Edmund Duckwitz, das Bundesverdienstkreuz erster Klasse für Das Attentat und Die Entdeckung des Himmels aufgrund der „wichtigen Vermittlerrolle seiner Werke“ überreicht.
Im Jahr 2006 wurde zu seinen Ehren der 1971 entdeckte Planetoid Nr. 10251 mit dem Namen Mulisch benannt.
Das literarische Schaffen Mulischs umfasst ein weites Spektrum aus journalistischen Arbeiten, Erzählungen, Romanen, Dramatik, Lyrik, Opernlibretti und philosophischen Essays.
Harry Mulisch starb am 30. Oktober 2010 im Alter von 83 Jahren in seinem Haus in Amsterdam an den Folgen seiner Krebserkrankung.

## Werke

### In deutscher Übersetzung erschienene Werke
- Archibald Strohalm (1952, dt. 2004, Roman), ISBN 3-499-24104-8
- De diamant (Der Diamant, 1954, dt. 1961, Roman)
- Het zwarte licht (Schwarzes Licht, 1956, dt. 1962, Roman)
- Het stenen bruidsbed (Das steinerne Brautbett, 1959, dt. 1960, Roman) ISBN 3-518-22192-2
- Zelfportret met tulband (Selbstporträt mit Turban, 1961, dt. 1995, autobiografischer Roman) ISBN 3-499-13887-5
- De zaak 40/61 (Strafsache 40/61, 1962, dt. 1963, Reportage über den Eichmann-Prozess) ISBN 3-7466-8016-6
- De toekomst van gisteren (Die Zukunft von gestern, Betrachtungen über einen ungeschriebenen Roman, 1972, dt. 1995) ISBN 3-923118-39-2
- Het seksuele bolwerk, Zin en waanzin van Wilhelm Reich (Das sexuelle Bollwerk, Sinn und Wahnsinn von Wilhelm Reich, 1973, dt. 1997, Essay) ISBN 3-499-22435-6
- Twee vrouwen (Zwei Frauen, 1975, dt. 1980, Roman) ISBN 3-499-22659-6
- De aanslag (Das Attentat, 1982, dt. 1986, Roman) ISBN 3-499-22797-5
- Hoogste tijd (Höchste Zeit, 1985, dt. 1987, Roman) ISBN 3-499-23334-7
- De pupil (Augenstern, 1987, dt. 1989, Roman) ISBN 3-499-33197-7
- De elementen (Die Elemente, 1988, dt. 1990, Roman) ISBN 3-499-13114-5
- Voorval (Vorfall, 1989, dt. 1993, Fünf Erzählungen), ISBN 3-499-13364-4
- Het beeld en de klok (Das Standbild und die Uhr, 1989, dt. 1996, Erzählungen), ISBN 3-499-22035-0
- De zuilen van Hercules (Die Säulen des Herkules, 1990, dt. 1997, Essays) ISBN 3-499-22449-6
- De ontdekking van de hemel (Die Entdeckung des Himmels, 1992, dt. 1993, Roman) ISBN 978-3-499-24752-1
- De procedure (Die Prozedur, 1998, dt. 1999, Roman) ISBN 3-499-23180-8
- Het theater, de brief en de waarheid (Das Theater, der Brief und die Wahrheit. Ein Widerspruch, 2000, Novelle), ISBN 3-499-23209-X (Boekenweekgeschenk, 2000)
- Siegfried (Siegfried. Eine schwarze Idylle, 2001, Roman) ISBN 3-499-23296-0

### Weitere Werke
- De kamer (1947, Kurzgeschichte), ISBN 90-234-3883-3
- De sprong der paarden en de zoete zee (1955, Novelle), ISBN 90-280-6263-7
- Tanchelijn (1960, Theaterstück)
- Bericht aan de rattenkoning (1966, Essay), ISBN 90-234-1021-1
- De verteller (1970, Roman), ISBN 90-234-0442-4
- Oidipous Oidipous (1972, Theaterstück)
- Woorden, woorden, woorden (1973, Gedichte), ISBN 90-234-5312-3
- De vogels (1974, Gedichte), ISBN 90-253-8088-3
- Mijn getijdenboek (1975, Autobiographie), ISBN 90-234-0538-2
- Tegenlicht (1975, Gedichte)
- Kind en kraai (1975, Gedichte)
- Oude lucht (1977, Erzählungen), ISBN 90-214-9556-2
- De compositie van de wereld (1980, Philosophie – Kein weiterer Teil erschienen.) ISBN 90-234-5274-7
- Opus Gran (1982, Gedichte), ISBN 90-6169-175-3
- Het zevende land (1998, Essay), ISBN 90-234-3792-6
- Vonk (2002, Fragment), ISBN 90-234-0440-8

## Auszeichnungen
- 1951: Reina Prinsen Geerligs-Preis für Archibald Strohalm
- 1957: Bijenkorf-Literaturpreis für Schwarzes Licht
- 1957: Anne-Frank-Preis für Archibald Strohalm
- 1961: ANV-Visser Neerlandia-Preis für Tanchelijn
- 1961: Athos-Preis für das Gesamtwerk
- 1963: Vijverbergprijs für Strafsache 40/61
- 1977: Constantijn-Huygens-Preis für das Gesamtwerk
- 1977: Cestoda-prijs
- 1977: P.C. Hooft-Preis (= Niederländischer Staatspreis für Literaturwissenschaft) für das Gesamtwerk
- 1977: Ritter des Ordens von Oranien-Nassau
- 1986: Diepzee-Preis für Das Attentat
- 1992: Offizier des Ordens von Oranien-Nassau
- 1993: Multatuli-Preis der Gemeinde Amsterdam für Die Entdeckung des Himmels
- 1993: Mekka-Preis für Die Entdeckung des Himmels
- 1995: Preis der Niederländischen Literatur für das Gesamtwerk
- 1999: Prix Jean Monnet de Littérature Européenne für Die Entdeckung des Himmels
- 1999: Libris-Literaturpreis für Die Prozedur
- 2002: Bundesverdienstkreuz 1. Klasse
- 2003: De Inktaap für Siegfried
- 2007: Prix Européen des Jeunes Lecteurs für Siegfried
- 2007: Ehrendoktorwürde der Universität von Amsterdam
- 2007: Nonino-Preis für Literatur (Italien)
- 2009: Goldenes Zeitalter-Preis für das Gesamtwerk

## Adaptionen

### Theater
- 2011: Das steinerne Brautbett, Staatsschauspiel Dresden, eingerichtet von Felicitas Zürcher und Stefan Bachmann, Regie: Stefan Bachmann; UA: 1. Oktober 2011

### Verfilmungen
- 1977: Liebe ohne Skrupel (Twee vrouwen) – Regie: George Sluizer
- 1986: Der Anschlag (De aanslag; nach dem Roman Das Attentat) – Regie: Fons Rademakers. Die Verfilmung erhielt im Jahr 1987 den Oscar für den besten fremdsprachigen Beitrag.
- 1995: Hoogste tijd – Regie: Frans Weisz
- 2001: Die Entdeckung des Himmels (De ontdekking van de hemel) – Regie: Jeroen Krabbé

### Hörbücher
- 2002: Siegfried. Eine schwarze Idylle. Vollständige Lesung, Regie: Marcel Spisak, Sprecher: Achim Höppner und Jeanette Hain, Phonomedia-Hörbuchverlag, Scheyern 2002, 5 CDs, ISBN 3-935813-08-2
- 2003: Zwei Frauen. Vollständige Lesung, Regie: Rudolf Würth, gelesen von Gudrun Landgrebe, Phonomedia-Hörbuchverlag, Ingolstadt 2003, 4 CDs, ISBN 3-935813-10-4
- 2007: Das Attentat. Ungekürzte Lesung, Regie: Anke Albrecht, gelesen von Burghart Klaußner, Patmos Verlag, Düsseldorf 2007, 5 CDs, ISBN 978-3-491-91233-5

### Hörspiele
- 2005: Das steinerne Brautbett. Bearbeitung und Regie: Norbert Schaeffer, Produktion: MDR, 88 min
- 2007: Die Entdeckung des Himmels. Hörspielbearbeitung: Valerie Stiegele, Regie: Vibeke von Saher. Mit Udo Samel, Jochen Striebeck, Christian Baumann, Lisa Wagner, Der Hörverlag, München 2007, 2 CDs, ISBN 978-3-86717-076-5

### Hommage
- 2007: In Koen Mortiers Verfilmung des Buches Ex Drummer von Herman Brusselmans wurde eine Metal-Band nach Harry Mulisch benannt.